# Benkő László (író)
Benkő László (Szombathely, 1952. március 13. –) magyar író.
A Magyar Írószövetség tagja. Történelmi regények és neves személyiségekről szóló életregények mellett több lektűr szerzője. Eddig ötvennégy munkája jelent meg.

## Életrajz
Szombathelyen érettségizett 1970-ben, a Nagy Lajos Gimnázium és Szakközépiskola orosz-latin szakos osztályában, majd 1975-ben elvégezte a Kossuth Lajos Katonai Főiskolát. Az Eötvös Loránd Tudományegyetem Bölcsészettudományi Karának pedagógia szakán szerzett másoddiplomát, 1986-ban.
2004-től kezdte írásait publikálni, a magyar középkorról (honfoglalás, kalandozások kora, Árpád-kor,  tatárjárás, Anjou-kor, Hunyadiak kora témákban stb.) írott több kötetes történelmi regényei mellett szerzője A Zrínyiek-sorozat három kötetének. Kinizsiről, Balassi Bálintról, és Timur kánról is írt életrajzi regényt. Megjelent modern kori bűnügyi kalandregénye, érzelmes kutyatörténete, valamint két legújabb kori mű, amelyek a második világháborúban olasz hadszíntéren, illetve a rendszerváltás időszakában, német és orosz területeken játszódnak.
A fentiek mellett írói álnéven húsz lektűr szerzője, amelyek első kiadásban a Florence-regénysorozatban jelentek meg.

## Történelmi regényei

### Honfoglalás - trilógia (2004)
- 1. Táltosidők
- 2. Idegen tüzek
- 3. A megszerzett föld

Az első kiadása: 2004. STB. Kiadó, második kiadása: 2011. Családi Könyvklub, Dunaszerdahely, harmadik kiadása: 2013. Lazi Kiadó, Szeged.

### Tatárjárás - trilógia (A végső tenger I-II-III. címen is) (2006)
- 1. Dzsingisz szürke szolgálója
- 2. Két lélek egy testben
- 3. A végső tenger

Első, kétkötetes kiadás: 2006. STB Kiadó, második kiadás: Talamon 2012. és második, átdolgozott kiadásban Családi Könyvklub, Dunaszerdahely, 2013., harmadik (javított) kiadásban: 2015-ben, a Lazi Kiadó gondozásában, kötet alcím változásokkal.

### Viharlovasok - pentalógia (2012-2016)
- 1. A táltos fia 2012. Lazi Kiadó,
- 2. A vér törvénye  2013. Lazi Kiadó,
- 3. Aranyasszony   2014. Lazi Kiadó
- 4. Porladó szövetség  2015. Lazi Kiadó
- 5. A másik ösvény 2016. Lazi Kiadó

### Szent László - trilógia (2014-2016)
- 1. A lázadás parazsán, Lazi Kiadó, Szeged, 2014
- 2. A korona ára,  Lazi Kiadó, Szeged, 2015
- 3. Kard és glória,  Lazi Kiadó, Szeged, 2016

### A Zrínyiek - trilógia (2014-2016)
- 1. A gránitlelkű (A szigetvári hős életregénye) Családi Könyvklub, 2014
- 2. A lángelme (A költő-hadvezér-politikus Zrínyi Miklós életregénye)  Családi Könyvklub, 2015
- 3. Ilona (Zrínyi Ilona életregénye), Családi Könyvklub, 2016

### Vér és kereszt - trilógia (2017)
- 1. Sosemvolt pogányok,  Lazi Kiadó, Szeged, 2017
- 2. Ország születik, Lazi Kiadó, Szeged, 2017
- 3. A hatalom ereje, Lazi Kiadó, Szeged, 2017

### Káosz és rend - trilógia (2018)
- 1. Ármány hálójában, Lazi Kiadó, Szeged, 2018
- 2. A tűztollú sólyom, Lazi Kiadó, Szeged, 2018
- 3. Hajnali sugár, Lazi Kiadó, Szeged, 2018

### Mátyás király - tetralógia (2019-20)
- 1. Isten választottja, Lazi Kiadó, Szeged, 2019
- 2. A vaskezű, Lazi Kiadó, Szeged, 2019
- 3. A legyőzhetetlen, Lazi Kiadó, Szeged, 2019
- 4. A dicsőséges, Lazi Kiadó, Szeged, 2020

### Kún László, a kétszívű - duológia (2020)
- 1. Hiénák a trón körül, Lazi Kiadó, Szeged, 2020
- 2. A végzet ösvénye, Lazi Kiadó, Szeged, 2020

### Mátyás fia, Corvin János - trilógia (2021-2022)
- 1. Árulók diadala, Lazi Kiadó, Szeged, 2021
- 2. Az oligarchák országa, Lazi Kiadó, Szeged, 2021
- 3. A hadvezér, Lazi Kiadó, Szeged, 2022

### Nagy Lajos - pentalógia (2022-2024)
- Nagy Lajos I. - Aranysarkantyús lovagok, Lazi Kiadó, Szeged, 2022
- Nagy Lajos II. - Kígyófészek, Lazi Kiadó, Szeged, 2022
- Nagy Lajos III. - Megbuktatott igazság, Lazi Kiadó, Szeged, 2023
- Nagy Lajos IV. - Két ország trónján, Lazi Kiadó, Szeged, 2023
- Nagy Lajos V.  - Mária, az elfeledett királynő, Lazi Kiadó, Szeged, 2024

### Egyéb történelmi regények
- Kinizsi. Mátyás király hadvezére; Családi Könyvklub, Bp., 2018
- A pozsonyi csata. Az első honvédő háború... Történelmi regény; Családi Könyvklub, Bp., 2019
- Balassi Bálint. Az „istentelen” magyar;  Családi Könyvklub, Bp., 2020
- Timur, a hódító, Családi Könyvklub, Bp., 2021
- Ízisz istennő leánya (Kleopátra 1),  Lazi Kiadó, Szeged, 2021
- Róma árnyékában (Kleopátra 2), Lazi Kiadó, Szeged, 2021

- Őfelsége lovagja. Az ifjú Hunyadi János, Lazi Kiadó, 2024

## Egyéb regények (politika, háború, romantika...)
- A spanyol grófnő  2013. Atlantic Press Kiadó (Egy kivételes asszony életének története)
- Drezdai emberünk  2013. Atlantic Press Kiadó (Az NDK és a STASI végnapjai)
- Ezüsthegy 2006. Gordiosz Kiadó (Afrikai színterű, bűnügyi kalandregény)
- Szívhangok  2006. STB Kiadó (kutyatörténet)
- A kalózkapitány. Hajók, tengerészek, kalózok…  2023, Családi Könyvklub, Dunaszerdahely

## Lektűrök (Írói álnéven megjelent, romantikus kategóriába sorolt regények)

### Stella Mae álnéven
- Fekete homok 2006. STB Kiadó
- Tűzmadár 2006. STB Kiadó
- Kirké sziklája               2006. STB Kiadó
- Rózsakikötő                  2006. STB Kiadó
- A karnevál királynője   2007. STB Kiadó
- Krétaszív                       2010.  STB Kiadó
- Igazgyöngyök            2010.  STB Kiadó

### Marta Rovira álnéven
- Afrikai éjszakák           2006.  STB Kiadó
- A fehér boszorkány      2008.  STB Kiadó
- Afrikai gyémántok      2010.  STB Kiadó
- Álmok a dűnén            2010.  STB Kiadó

### Clara Dubois álnéven
- Hullámtörés      2006.  STB Kiadó      Második, bővített kiadás: Benkő László néven, 2015  Lazi Kiadó
- Angyalok Párizs felett  2007.  STB Kiadó
- Álomkergetők               2007.  STB Kiadó
- Korzika napsugara       2008.  STB Kiadó
- A fény városa                2011.  STB Kiadó

### Isabel Oliveira álnéven
- Halálharmad                  2006.  STB Kiadó
- Szélkeringő                      2009.  STB Kiadó

### Kathleen Fraser álnéven
- Rubin és Zafír                2007.  STB Kiadó

### Marlene Wolf álnéven
- Aranyköd                   2007.  STB Kiadó